# Gryphognathus
Gryphognathus („gryfonská čelist“) byl rod menšího ptakopánvého býložravce z čeledi Leptoceratopsidae, představující zvláštní vývojovou linii rohatých dinosaurů. 

## Historie
Holotyp nese označení ROM 56635 a představuje pouze částečně dochovanou pravou čelistní kost. Zkamenělina byla objevena na území Dinosaur Provincial Park v sedimentech souvrství Milk River, geologický věk santon (asi před 83,5 miliony let). Představuje tak nejstaršího známého zástupce své čeledi, i když je kupodivu zároveň jedním z vývojově (anatomicky) nejvyspělejších. Mohlo by se také jednat o vůbec nejmenšího dospělého rohatého dinosaura, známého z území Severní Ameriky. Gryphognathus byl formálně popsán počátkem roku 2012, kdy byla vydána příslušná vědecká publikace.